# Carcinoma de células escamosas

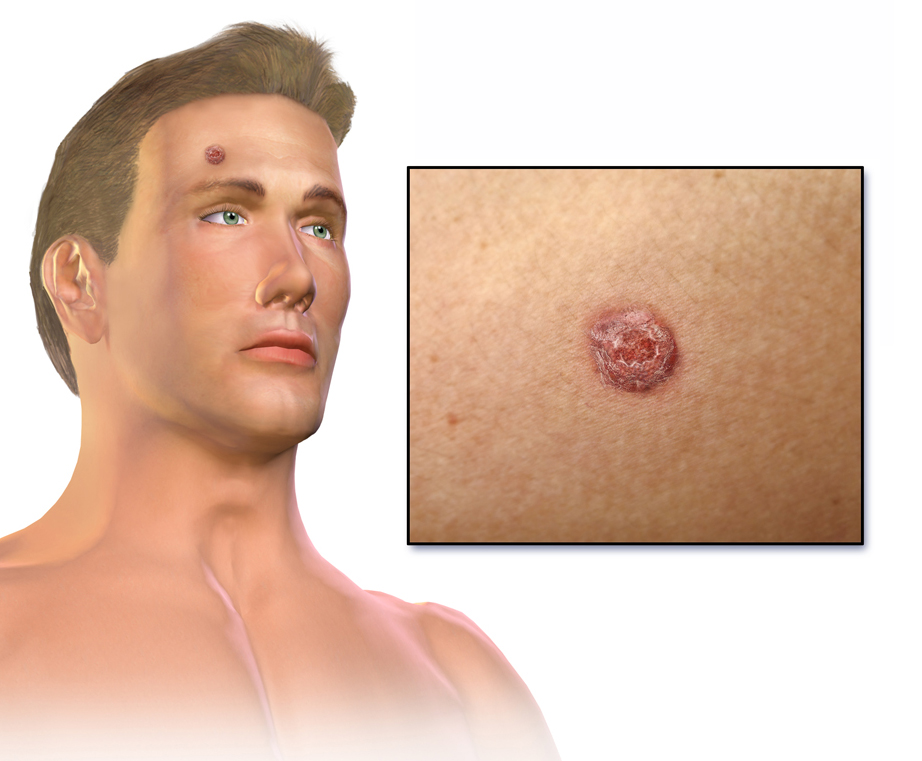

El carcinoma de células escamosas es un cáncer que se origina a partir de epitelio escamoso.
El carcinoma de células escamosas suele desarrollarse en zonas de piel expuestas al sol, pero también puede hacerlo en cualquier otra parte del cuerpo, como la lengua o la mucosa bucal. Puede formarse en piel de aspecto normal o en piel dañada (aunque haya sido muchos años antes) por la exposición al sol (queratosis actínica).
El carcinoma de células escamosas comienza como una zona roja con superficie costrosa, descamativa, que no cura. A medida que crece, el tumor puede volverse nodular y duro y en ocasiones presentar una superficie verrugosa. Al final, el cáncer se convierte en una úlcera abierta y crece dentro del tejido subyacente.
Generalmente, los carcinomas de células escamosas sólo afectan a la zona que los rodea al penetrar más profundamente en los tejidos cercanos. Pero otros se extienden (metastatizan) hacia partes distantes del cuerpo y pueden ser mortales.
La enfermedad de Bowen es una forma de carcinoma de células escamosas confinado a la epidermis que aún no ha invadido la capa dérmica subyacente. La piel afectada es de color rojo-pardusco, escamosa o costrosa, plana y a veces similar a placas de psoriasis, dermatitis o una infección micótica.